# Hans-Joachim Koellreutter
Hans-Joachim Koellreutter (Freiburg, 2 de setembro de 1915 – São Paulo, 13 de setembro de 2005) foi um compositor, musicólogo e professor brasileiro de origem alemã. Mudou-se para o Brasil em 1937 e tornou-se um dos nomes mais influentes na vida musical no país.

## Biografia
Koellreuter fez um curso de extensão com Paul Hindemith e foi fortemente influenciado pelo regente Hermann Scherchen, que o levou à música moderna. Ainda jovem, já era conhecido e respeitado na Alemanha como flautista de concerto. Começou sua carreira de regente quando Adolf Hitler ascendeu ao poder. Ao ficar noivo de uma moça judia, desagradou sua família, que simpatizava com o nazismo e o denunciou à Gestapo. Exilou-se então no Brasil e foi morar no Rio de Janeiro, onde conheceu e ficou amigo de Heitor Villa-Lobos e Mário de Andrade. Em 1938, começou a lecionar no Conservatório Brasileiro de Música.
Na década de 1940, Koellreuter ajudou a fundar a Orquestra Sinfônica Brasileira, onde primeiro foi flautista. Naturalizou-se brasileiro em 1948. Participou da fundação da Escola Livre de Música de São Paulo em 1952 e fundou a Escola de Música da Universidade Federal da Bahia, em Salvador (1954)  no âmbito do projeto revolucionário de universidade do reitor Edgard Santos. Com o final da Segunda Guerra Mundial, pôde voltar à Europa.
Ganhou o prêmio Ford em 1962. A convite do Instituto Goethe, trabalhou na Alemanha, Itália e Índia, onde viveu entre 1965 e 1969. Neste país fundou a Escola de Música de Nova Deli. Esteve ainda em Sri Lanka, no Japão, Uruguai e Coreia do Sul.
Retornou ao Brasil em 1975 e desta vez fixou-se em São Paulo. Foi diretor do Conservatório Dramático e Musical de Tatuí, em São Paulo e professor visitante do Instituto de Estudos Avançados da USP. Em 1981, a cidade do Rio de Janeiro lhe ofereceu o título de cidadão carioca. Nos últimos anos de vida morou no centro da cidade de São Paulo, sofrendo do Mal de Alzheimer. Morreu no dia 13 de setembro de 2005, onze dias após o seu aniversário de 90 anos, em consequência de uma pneumonia.
Seu acervo está preservado na Fundação Koellreutter, da Universidade Federal de São João del Rei, doado por sua esposa, a meio-soprano alemã Margarita Schack.

## Koellreutter e o meio musical brasileiro
Koellreutter fundou em 1939 o grupo Música Viva. Teve entre seus alunos de composição Cláudio Santoro, Guerra Peixe, Eunice Katunda e Edino Krieger. Em 1948 teve início o processo de rompimento de Santoro, mais tarde de Guerra Peixe e Eunice Katunda com o antigo mestre, que passaram a criticá-lo.
O movimento Música Viva, dirigido por Koellreutter, estendeu-se de 1939 a 1950 e tornou-se uma das referências mais dinâmicas e notáveis da música nova brasileira em sua época. Instalou uma jovem e original escola de composição brasileira, 3 manifestos (1944, 45 e 46), séries de conferências, audições públicas, publicação de boletins e uma série de emissão radiofônica, entre outras iniciativas.
Em 1950 ocorreu a maior polêmica em que Koellreutter esteve envolvido, quando Camargo Guarnieri publicou a Carta Aberta aos Músicos e Críticos do Brasil, criticando-o indiretamente, bem como sua pedagogia musical.
Além das técnicas tradicionais europeias, Koellreutter incorporou outras influências dos locais onde esteve. Na Índia, tomou conhecimento da música microtonal, que utilizou em várias de suas composições. Também soube misturar a tecnologia eletrônica, o serialismo e a harmonia acústica aprendida com Paul Hindemith às influências da música brasileira, criando um estilo de composição próprio.
No Japão conheceu o zen-budismo e na Índia o hinduísmo, que o influenciaram na criação daquilo que dizia ser uma "estética do impreciso e do paradoxal".[nota 1]

## Diagrama K (Wu-li)

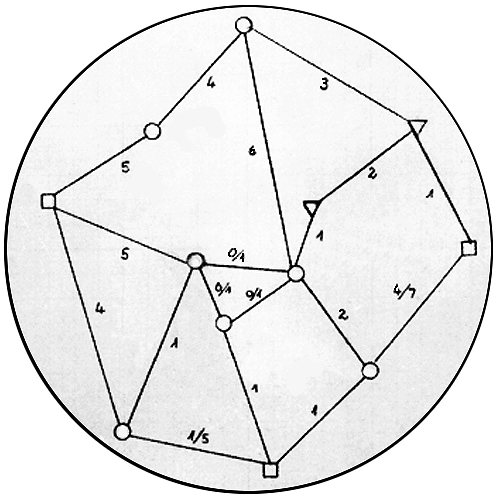
Diagrama K (Wu-li) de Koellreutter (1990). Os algarismos ao lado das linhas de trajeto referem-se à duração das trajetórias de silêncio, pausa ou som em unidades de tempo. As entradas dos instrumentos ou vozes ocorrem a critério dos intérpretes; da mesma forma densidade ou rarefação da polifonia. Os sons de altura definida ou indefinida obedecem à tessitura dos instrumentos ou vozes respectivos, subdividida em sons graves, médios ou agudos.

Wu-li é uma música experimental centrada na atuação do artista. É um ensaio, não uma obra musical. O Wu-li é uma composição planimétrica, ou seja, uma maneira específica de ordenar música estruturalista, em que unidades estruturais ou gestaltes substituem melodia, harmonia, tempos fortes e fracos, temas e desenvolvimento. É a realização de um plano temporal (fundo), tomado isoladamente ou em relação a outros, pelo levantamento de ocorrências sonoras e musicais. A ideia se relaciona com a estética relativista do impreciso e paradoxal proposta por Koellreuter.

## Como professor
Além de compositor, regente e flautista, Hans-Joachim Koellreutter foi antes de tudo um professor. Em 1941, contratado pelos pais de Tom Jobim, começou a lecionar piano e harmonia para o futuro criador da Bossa Nova que só tinha 13 anos. Foi seu primeiro professor de música. Além de Jobim, Koellreutter ensinou e influenciou, durante toda sua vida, uma legião de músicos populares e eruditos, entre eles: Djalma Corrêa, Caetano Veloso, Tom Zé, Moacir Santos, Gilberto Mendes, Marlos Nobre, Tim Rescala, Clara Sverner, Denis Mandarino, Gilberto Tinetti, Nelson Ayres, Paulo Moura, Aurea Regina , José Miguel Wisnik, Diogo Pacheco, Júlio Medaglia, Isaac Karabtchevsky, David Machado, Carlos Eduardo Prates, Nico Nicolaiewsky, Haroldo Mauro Jr, Roberto Sion, Carlos Alberto Pinto Fonseca, Afrânio Lacerda, Janete El Haouli, Teca Alencar de Brito, José Roberto Branco - Maestro Branco e Severino Filho (Os Cariocas).

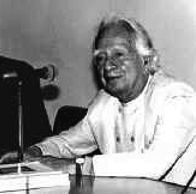
Koellreuter sendo homenageado no Instituto de Estudos Avançados da Universidade de São Paulo em 1997.

Koellreutter começou sua ligação com o meio musical mineiro participando das primeiras edições do Festival de Inverno de Ouro Preto, promovidos inicialmente pela Fundação de Educação Artística de Belo Horizonte e depois em conjunto com a Universidade Federal de Minas Gerais. Durante as décadas seguintes, eram frequentes seus cursos na capital mineira, abarcando a composição, a regência, a harmonia funcional, o contraponto palestriniano, a filosofia e música indiana e japonesa, entre outros temas. Inicialmente na Fundação de Educação Artística, tais relações acabaram por tornar Koellreutter professor convidado da Escola de Música da Universidade Federal de Minas Gerais, quando, além de ministrar aulas de composição, harmonia e contraponto, coordenou também o Centro de Música Contemporânea. Nesse longo tempo foi professor de inúmeros músicos, educadores e compositores, nomes como os de Nélson Salomé, Lukas d' Oro, João Francisco de Paula Gelape, Sérgio Canedo, Marden Maluf, Dino Nugent Cole, Rogério Vasconcellos Barbosa, Eduardo Ribeiro, Guilherme Paoliello, Rubner de Abreu, Lina Márcia, Betânia Parizzi, Joâo Gabriel Fonseca, Virginia Bernardes, entre tantos outros. Importantes contatos didáticos, educacionais e musicais são consequência desse envolvimento e ligam Koellreutter também a Rufo Herrera, Berenice Menegale, Eládio Perez Gonzalez.
O segredo de tamanha variedade foi seu método, que se baseava na liberdade de expressão e na busca da identidade de cada aluno. Incentivava a liberdade de pensamento e a necessidade de cada aluno buscar seu próprio caminho. Em uma entrevista concedida ao jornal Folha de S.Paulo, explicou seu método da seguinte maneira:
"Aprendo com o aluno o que ensinar. São três preceitos:
- 1) não há valores absolutos, só relativos;
- 2) não há coisa errada em arte; o importante é inventar o novo;
- 3) não acredite em nada que o professor disser, em nada que você ler e em nada que você pensar; pergunte sempre o por quê."

## Livros publicados
- Harmonia Funcional (Jazz Harmonia)[2][16]
- Terminologia de uma Nova Estética da Música[16]
- À Procura de um Mundo sem "Vis-à-vis"[16]
- Nocturnos[16]
- Estética[16]

## Homenagens
Em vida, Koellreutter teve seu trabalho reconhecido e recebeu inúmeras homenagens:
- (1940) Membro do Instituto Interamericano de Musicologia, de Montevidéu
- (1964) Recebeu o título honoris causa da UFBA (Universidade Federal da Bahia)
- (1981) Recebeu o título de cidadão honorário carioca
- (1987) Recebeu a Medalha de Honra da Inconfidência do governo de Minas Gerais
- (1987) Recebeu a Medalha do Mérito da Universidade de São Paulo
- (1992) Recebeu o Prêmio Régio da Indústria da Comunidade Europeia
- (1995) Homenageado na 11ª Bienal de Música Brasileira Contemporânea
- (1997) Recebeu o Prêmio Ministério da Educação na categoria música
- (2000) Homenageado, juntamente com Haroldo de Campos e Tomie Ohtake, na Fundação Japão
- (2000) Homenageado no MIS
- (2000) Membro honorário da Academia Brasileira de Música